# الکس د آربلوف
الکساندر ولادیمیر د آربلوف (۲۱ دسامبر ۱۹۲۷ – ۸ ژوئیه ۲۰۰۸) بنیان‌گذار آمریکایی و گرجی‌تبار شرکت Teradyne و تولیدکننده مولتی میلیارد دلاری تجهیزات تست هوشمند(ATE) مستقر در بوستون آمریکا بود.

## اوایل زندگی
او از یک اشراف‌زاده گرجی اهل کوتائیسی به نام ولادیمیر د اربلوف و یک زن روسی-آلمانی به نام کاترین د اربلوف زاده شد.

## مرگ
اربلوف در سال ۲۰۰۸ به دلیل ابتلا به نوعی سرطان درسن ۸۶ سالگی درگذشت.